# الانتخابات التشريعية الروسية (2007)
دعي نحو 109 ملايين مواطن روسي للتوجه إلى صناديق الاقتراع في 2 ديسمبر/كانون الأول لانتخاب 450 نائبًا في مجلس الدوما لولاية أربع سنوات. شارك في تنظيم الانتخابات حوالي 3 ملايين شخص.

## نبذة تاريخية
هي خامس عملية اقتراع منذ انهيار الاتحاد السوفياتي في 1991 بعد انتخابات الأعوام 1993 و1995 و1999 و2003، وشكل أول مجلس دوما في عهد القيصر نيكولا الثاني عام 1906.

## الناخبون
107.256 ملايين في روسيا و1.683 مليون في الخارج (يصوتون في 141 دولة).

## مراكز الاقتراع
يوجد في روسيا 95698 و 354 في الخارج، تفتح أبوابها وفقا ل11 توقيتا مختلفا، وتبدأ عمليات الاقتراع في أقصى الشرق الروسي في الأول من كانون الأول، وتنتهي في اليوم التالي، وتنتهي في جيب كالينيغراد الروسي غرب، وفي المناطق النائية بدأت عمليات في 16 تشرين الثاني،
وتنتهي الحملة الانتخابية قبل 24 ساعة من موعد بدء التصويت

## النتائج
| الحزب                             | عدد الأصوات | %     | المقاعد في مجلس الدوما |
| --------------------------------- | ----------- | ----- | ---------------------- |
| روسيا المتحدة                     | 44,714,241  | 64.30 | 315                    |
| الحزب الشيوعي لروسيا الاتحادية    | 8,046,886   | 11,57 | 57                     |
| الحزب الليبرالي الديمقراطي الروسي | 5,660,823   | 8.14  | 40                     |
| روسيا العادلة                     | 5,383,639   | 7.74  | 38                     |
| الحزب الزراعي لروسيا              | 1,600,234   | 2.30  | 0                      |
| يابلوكو                           | 1,108,234   | 1.59  | 0                      |
| القوة المدنية                     | 733,604     | 1.05  | 0                      |
| اتحاد قوى اليمين                  | 669,444     | 0.96  | 0                      |
| وطنيو روسيا                       | 615,417     | 0.89  | 0                      |
| حزب العدالة الاجتماعية            | 154,083     | 0.22  | 0                      |
| الحزب الديمقراطي لروسيا           | 89,780      | 0.13  | 0                      |

أصوات باطلة - 1.11 %

## وصلات خارجية
- الانتخابات التشريعية الروسية (2007)  - ويكيميديا كومنز
- ملف خاص: الانتخابات البرلمانية الروسية 2007 تكريس لديمقراطية بوتين الوهمية؟، دويتشه فيله.